# Relaciones Bangladés-Venezuela
Las relaciones Bangladés-Venezuela son las relaciones internacionales entre Bangladés y Venezuela.

## Visitas de alto nivel
En 2001, el presidente Hugo Chávez se convirtió en el primer jefe de Estado venezolano en realizar una visita oficial a Daca.

## Cooperación

### Foros internacionales
Bangladés y Venezuela han sido apoyándose mutuamente en diversos foros mundiales. En 2006, Venezuela solicitó el apoyo de Bangladés para su candidatura a las elecciones al Consejo de Seguridad de las Naciones Unidas para un asiento no permanente. Bangladés, a cambio, se comprometió a prestar la debida atención a la solicitud. En 2014, Venezuela aseguró a apoyar la candidatura de Bangladés por Convención sobre la eliminación de todas las formas de discriminación contra la mujer.

### Sectores sociales
Inspirado por los éxitos de Bangladés en la enseñanza primaria, la potenciación de las mujeres y los niños y los sectores de salud materna, Venezuela replicado muchos programas sociales de Bangladés para mejorar sus indicadores sociales. Gobierno de Venezuela también ha adoptado los programas de microcréditos de Bangladés basado-Grameen Bank para ayudar a erradicar la pobreza.

### Económica
Tanto los países han expresado su interés de fortalecer los lazos económicos bilaterales. La necesidad de intercambio de delegaciones comerciales entre los dos países han hecho hincapié en explorar áreas potenciales para el comercio bilateral y la inversión. El sector energético se han identificado como un campo potencial para la extensa la cooperación económica entre Bangladés y Venezuela. Bangladés también ha buscado la inversión directa de las empresas venezolanas.